# (120299) Billlynch
(120299) Billlynch est un astéroïde de la ceinture principale.

## Description
(120299) Billlynch est un astéroïde de la ceinture principale. Il fut découvert le 9 mai 2004 à Sandlot par Gary Hug. Il présente une orbite caractérisée par un demi-grand axe de 2,32 UA, une excentricité de 0,13 et une inclinaison de 6,7° par rapport à l'écliptique.

## Compléments